# Arthroleptis stenodactylus
Arthroleptis stenodactylus é uma espécie de anfíbio anuro da família Arthroleptidae. Está presente em Angola, Botswana, República Democrática do Congo, Quênia, Malawi, Moçambique, África do Sul, Tanzânia, Zâmbia, Zimbabwe.